# Hypérion (arbre)
Pour les articles homonymes, voir Hypérion.
Hypérion est le nom d'un séquoia à feuilles d'if de Californie du Nord d’environ 800 ans dont la taille est de 116 mètres, ce qui en fait l'arbre le plus haut du monde connu,.

## Caractéristiques

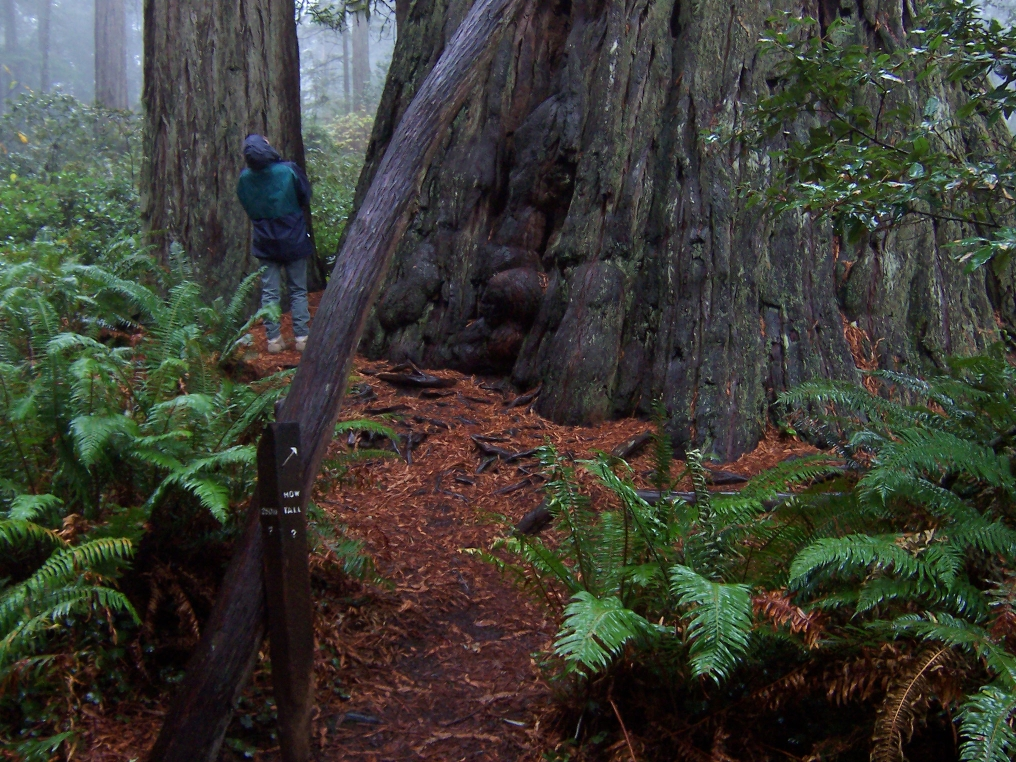
Au pied d'un séquoia à feuilles d'if dans le Parc national de Redwood.

L'emplacement exact de l'arbre n'a pas été rendu public, pour éviter qu'un afflux touristique ne détruise l'écosystème environnant. À l'apex de l'arbre, le bourgeon sommital culminant à 116 m a périclité après avoir été déformé, peut-être par des pics, à la fin des années 2000. La récupération des 25 cm ainsi perdus prendra plusieurs années.

## Histoire
Il a été découvert le 8 septembre 2006 par le chercheur Chris Atkins et le naturaliste amateur Michael Taylor, dans une zone reculée du parc national de Redwood en Californie.

## Source
- Revue National Geographic France, avril 2007, vol. 16.4, no 91, p. 22.